# Pseudomyrmex distinctus
Pseudomyrmex distinctus es una especie de hormiga del género Pseudomyrmex, subfamilia Pseudomyrmecinae. Fue descrita por Smith en 1877.
Se encuentra en Guatemala, Honduras, México, en regiones boscosas.